# 연막항 (하동군)
연막항은 경상남도 하동군 금성면 갈사리에 있는 어항이다. 2002 7월 8일 어촌정주어항으로 지정하여 관리하고 있다. 시설관리자는 하동군수이다.

## 어항 구역
본 항의 어항구역은 다음과 같다.
- 수역: 연막 동남쪽 선착장 돌단부에서 남서쪽 선착장 돌단부까지 연결한 선내수역

## 어항 시설
- 방파제 50m, 선착장 130m, 물양장 130m

## 기본 계획
- 방파제 50m, 선착장 210m, 물양장 140m, 호안 135m

## 주요 어종
- 전어, 농어, 숭어, 노래미, 도다리, 굴